# Eperua
Eperua es un género de árboles tropicales que comprende 15 especies perteneciente a la familia Fabaceae subfamilia Caesalpiniaceae.

## Especies
- Eperua bijuga
- Eperua duckeana
- Eperua falcata Aubl. - tíndalo, balayón colorado[1]
- Eperua glabra
- Eperua glabriflora
- Eperua grandiflora
- Eperua jenmanii
- Eperua leucantha
- Eperua obtusata
- Eperua oleifera
- Eperua praesagata
- Eperua purpurea
- Eperua rubiginosa
- Eperua schomburgkiana
- Eperua venosa